# XII Congresso del Partito Comunista Russo (bolscevico)
Il XII Congresso del Partito Comunista Russo (bolscevico), o PCR(b), si svolse dal 17 al 25 aprile 1923 a Mosca.

## Lavori
Al Congresso parteciparono 832 delegati, di cui 406 con diritto di voto deliberativo e 426 con voto consultivo. Al termine dei lavori vennero eletti il Comitato centrale, composto da 40 membri effettivi e 17 candidati, e la Commissione centrale di controllo (50 membri effettivi e 10 candidati).